# Ixtlahuaca, Chignahuapan
Ixtlahuaca är en ort i Mexiko.   Den ligger i kommunen Chignahuapan och delstaten Puebla, i den sydöstra delen av landet, 130 km öster om huvudstaden Mexico City. Ixtlahuaca ligger 2 258 meter över havet och antalet invånare är 200.
Terrängen runt Ixtlahuaca är varierad. Runt Ixtlahuaca är det ganska tätbefolkat, med 54 invånare per kvadratkilometer. Närmaste större samhälle är Zacatlán, 9,1 km nordost om Ixtlahuaca. Omgivningarna runt Ixtlahuaca är en mosaik av jordbruksmark och naturlig växtlighet.